# Sam Robards
Sam Prideaux Robards (Nueva York; 16 de diciembre de 1961) es un actor estadounidense.

## Biografía
Robards nació en la ciudad de Nueva York, hijo de los actores Jason Robards y Lauren Bacall. Comenzó su carrera en 1980 en un off-Broadway la producción de un Álbum, y su largometraje debut a cargo del director Paul Mazursky en una película llamada Tempest en el año 1982. Se casó con su compañera de trabajo Suzy Amis en 1985. Su matrimonio produjo un hijo, Jasper, y terminó en divorcio en 1993. En 1997, Robards se casó con la modelo danesa Sidsel Jensen, y tienen dos hijos.
Robards apareció junto a su padre en 1988 en Bright Lights, Big City, en su única película juntos. Asimismo, actuó con su madre en 1993 en la película Prêt-à-porter de Robert Altman. 
Robards retrató a Harold Ross, primer editor de la revista The New Yorker, en La señora Parker y el círculo vicioso en 1994. Hasta la fecha, ha participado en películas tan célebres como American Beauty de Sam Mendes e A.I. Inteligencia artificial de Steven Spielberg, así como en Casualties of War, Life as a House y The Other Side of the Tracks, entre otras.
Robards también ha aparecido en series de televisión como: Spin City, The West Wing, Law & Order, Law & Order: Criminal Intent y Sex and the City. Es mayormente conocido por su papel en la serie de televisión Gossip Girl en la cual interpretó a Howie "The Captain" Archibald.

## Filmografía
- Space Cadet (2024) .... Calvin Simpson[1]
- The Art of Getting By (El arte de pasar de todo) (2011) .... Jack Sargent
- Company Retreat (2009) .... Ron Gable
- Perestroika (2009) .... Sasha
- The Rebound (Mi segunda vez // Amante accidental) (2009) ....Frank
- Che (2008) .... Tad Szulc
- The Other Side of the Tracks (2008) .... David
- Awake (2007) .... Clayton Beresford Sr.
- Jesus Cooks Me Breakfast (2007) (productor ejecutivo) (productor)
- Marmalade (2004) .... Roger
- Surviving Eden (2004) .... Gary Gold
- Catch That Kid (2004) .... Tom Phillips
- The Blackwater Lightship (2004) (TV) .... Paul
- My Life with Men (2003) (TV) .... Jess Zebrowski
- Obsessed (2002) (TV) .... David Stillman
- Life as a House (2001) .... David Dokos
- A.I. Inteligencia Artificial (2001) .... Henry Swinton
- On Golden Pond (2001) (TV) .... Bill Ray
- The Warden (2001) (TV) .... Axel
- Hamlet (2000/II) (TV) .... Fortinbras
- Bounce (2000) .... Todd Exner
- Black and Blue (1999) (TV) .... Mike Riordan
- American Beauty (1999) .... Jim Berkley
- Love from Ground Zero (1998) (voice) .... Henry
- Maximum Bob (1998) TV series .... Sheriff Gary Hammond (episodio desconocido)
- Dinner and Driving (1997) .... Frank
- The Man Who Captured Eichmann (1996) (TV) .... David
- Beautiful Girls (1996) .... Steve Rossmore
- Donor Unknown (1995) (TV) .... Dr. David Bausch
- Prêt-à-Porter (1994) .... Regina's assistant
- La señora Parker y el círculo vicioso (Mrs. Parker and the Vicious Circle) (1994) .... Harold Ross
- The Ballad of Little Jo (1993) .... Jasper Hill
- Casualties of War (1989) .... Chaplain Kirk
- Pancho Barnes (1988) (TV) .... Gene McKendry
- Bird (1988) .... Moscowitz
- Bright Lights, Big City (1988) .... Rich Vanier
- Into Thin Air (1985) (TV) .... Stephen Walker
- Not Quite Paradise (1985) .... Mike
- Fandango (1985) .... Kenneth Waggener
- Moving Right Along (1983) TV series .... (1983)
- Jacobo Timerman: Prisoner Without a Name, Cell Without a Number (1983) (TV)
- Tempest (1982) .... Freddy

## Series de televisión
- "Gossip Girl" (9 episodios) Howie 'The Captain' Archibald

*Piloto (19 de septiembre de 2007)
*The Wild Brunch (26 de septiembre de 2007)
*Poison Ivy (3 de octubre de 2007)
*The Handmaiden's Tale (24 de octubre de 2007)
*Victor/Victrola (7 de noviembre de 2007)
*Seventeen Candles (14 de noviembre de 2007)
*Blair Waldorf Must Pie! (28 de noviembre de 2007)
*Much 'I Do' About Nothing (19 de mayo de 2008)
*The Magnificent Archibalds (17 de noviembre de 2008)
- "CSI: Miami" (1 episodio)

... Alías "CSI: Weekends" (USA: Título Promocional)
Dead Air (24 de abril de 2006) - Mitchell Collett 
- "Law & Order: Criminal Intent" (1 episodio)

... Alías "Law & Order: CI" (USA: Abreviación Promocional)
- "Magníficat" (7 de noviembre de 2004) - Paul Whitlock

- "Clubhouse" (1 episodio)

Chin Music (12 de octubre de 2004) - Bennet 
- "The West Wing" (9 episodios) Greg Brock

*Full Disclosure (25 de febrero de 2004)
*Access (31 de marzo de 2004)
*Talking Points (21 de abril de 2004)
*Third Day Story (3 de noviembre de 2004)
*Opposition Research (12 de enero de 2005)
*Drought Conditions (23 de febrero de 2005)
*Things Fall Apart (30 de marzo de 2005)
*The Mommy Problem (2 de octubre de 2005)
- "Sex and the City" (1 episodio)

Running with Scissors (20 de agosto de 2000) - Tom Reymi 
- "Spin City" (4 episodios) Arthur

*Quest for Fire (10 de noviembre de 1998)
*The Kidney's All Right (17 de noviembre de 1998)
*Taxi Driver (5 de enero de 1999)
*Not in the Line of Fire (26 de enero de 1999)
- "The Outer Limits" (1 episodio)

... Alías "The New Outer Limits" (USA: Título Promocional)
Living Hell (12 de mayo de 1995) - Ben Kohler 
- "Law & Order" (1 episodio)

... Alías "Law & Order Prime" (USA: Título Informal)
Apocrypha (3 de noviembre de 1993) - Daniel Hendricks 
- "Get a Life" (3 episodes) Larry Potter

*Terror on the Hell Loop 2000 (23 de septiembre de 1990)
*The Prettiest Week of My Life (30 de septiembre de 1990)
*Larry on the Loose (16 de noviembre de 1991)
- "TV 101" (13 episodes) Kevin Keegan

*Rolling (29 de noviembre de 1988)
*Everything You've Always Wanted to Know About Teenagers (But Were Afraid to Ask) (6 de diciembre de 1988)
*The Unbearable Rightness of Penny (13 de diciembre de 1988)
*Home (20 de diciembre de 1988)
*On the Road (4 de enero de 1989)
*Kangaroo Gate (11 de enero de 1989)
*The Last Temptation of Checker: Part 1 (18 de enero de 1989)
*The Last Temptation of Checker: Part 2 (25 de enero de 1989)
*Clicks (1 de febrero de 1989)
*First Love: Part 1 (25 de febrero de 1989)
*First Love: Part 2 (4 de marzo de 1989)
*First Love: Part 3 (11 de marzo de 1989)
*Keegan's Past (25 de marzo de 1989)
- "Spenser: For Hire" (1 episode)

The Choice (4 de octubre de 1985) - Actor